# Gymnocarcelia tenuiforceps
Gymnocarcelia tenuiforceps là một loài ruồi trong họ Tachinidae.